# Ambia magnificalis
Ambia magnificalis là một loài bướm đêm trong họ Crambidae.